# Sárbogárd
Sárbogárd je mesto na Madžarskem, ki upravno spada pod podregijo Sárbogárdi Županije Fejér.